# Myšlenky (Pascal)

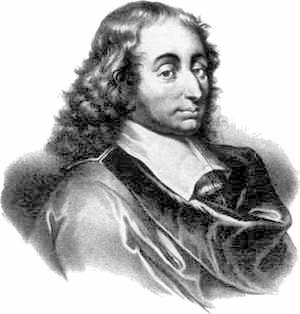
Blaise Pascal

Myšlenky o náboženství a jiných tématech nebo jen Myšlenky (francouzsky: Pensées sur la religion et sur quelques autres sujets, Pensées) je soubor myšlenek a nejvýznamnější filosofické dílo francouzského filosofа Blaise Pascala, sepsané v letech 1657–1658. Myšlenky jsou jedním z vrcholných děl západního a křesťanského myšlení a zároveň z B. Pascala učinilo duchovního otce moderních existencialistů. Celkový směr spisů se orientuje na podporu křesťanství a jeho obranu proti kritice ze strany ateismu.
Myšlenky představují nejednotné a někdy nedokončené ideje, neboť Pascal zřejmě zamýšlel sjednotit je do jedné knihy Ospravedlnění křesťanského náboženství. Až po smrti filosofa v roce 1662 vznikl název Myšlenky. Dílo bylo editováno a publikováno v roce 1670. Nejprve bylo přeloženo do angličtiny Thomasem Chévalierem, britským lékařem francouzského hugenotského původu.
Součástí knihy je i výklad slavné Pascalovy sázky, obhajující praktickou užitečnost náboženství, resp. vysvětlení důvodu, proč vsadit na to, že Bůh je. Zde velmi zestručněle: „...Zkoumejme tedy tuto námitku a řekněme si ‚Bůh jest nebo není.‘ ... Nač vsadíte? Rozumem nemůžete učiniti to ani ono ... vyhrajete-li, vyhráváte všecko; prohrajete-li, neztrácíte nic. Vsaďte tedy, že jest, bez váhání.“